# Jan Knap
Jan Knap (Chrudim, 1949) is een Tsjechisch-Duitse kunstschilder.

## Leven en werk
In 1969 emigreerde hij naar Duitsland. Van 1970 tot 1972 studeerde hij aan de Kunstakademie Düsseldorf bij Gerhard Richter. In 1972 ging hij in New York wonen.
In 1979 richtte hij met Milan Kunc en Peter Angermann de groep Normal op. Deze groep stelde zich ten doel algemeen begrijpelijke schilderijen te produceren. Van 1982 tot 1984 deed hij een priesteropleiding Rome. Hij werd rond 1982 bekend met zijn werk tijdens de opkomst van de Nieuwe Wilden. Zijn werk werd in Nederland gepresenteerd door de Amsterdamse Galerie Riekje Swart. Hij nam deel aan een grote expositie in het Groninger Museum georganiseerd door Frans Haks. Jan Knap woont sinds 1992 in Planá in Noord-Bohemen.

## Stijl
Knap schildert in een figuratieve stijl. Hij maakt 'familieportretten' met verwijzingen naar de Bijbel zoals Maria met kind omgeven door engeltjes.

## Tentoonstellingen o.a.

### Groepstentoonstellingen
- 1980 Times Square Show, New York en 11. Biënnale van Parijs
- 1981 Biënnale, Nice en Sammlung Ludwig, Aachen
- 1984 Von hier aus – Zwei Monate neue deutsche Kunst in Düsseldorf
- 1989 Schirn Kunsthalle, Frankfurt
- 1993 Galerie Kaess-Weiss, Stuttgart en Kunsthalle Wien

### Solotentoonstellingen
- 1991 Trento
- 1993 Milaan
- 1994 Stuttgart
- 1994 Galerie Caesar, Olomouc
- 1996 Karmeliterkloster Frankfurt en Centraal Museum Utrecht
- 2007 Galerie Caesar, Olomouc